# マリオネット (音楽家)
マリオネット(Marionette)は、日本のポルトガルギターとマンドリンによるアコースティック・オリジナルインストゥルメンタルを中心とした二人組音楽グループ。1990年結成。現在、グループ名の移行期間として「MUZIC@NET/マリオネット」(ムヂカネット/マリオネット)を使用している。

## メンバー[1]
- 湯淺 隆（ゆあさ たかし、1959年8月10日（65歳） - ）大阪府豊中市出身、ポルトガルギター・ギター担当

14才でギターを始め、日本ギター音楽学校を経てクラシックギターを小野剛蔵に師事。ポルトガルギターを巨匠アントニオ・シャイーニョ、アマリア・ロドリゲスのバックギタリスト、カルロス・ゴンサルベスに師事。日本におけるポルトガルギターのパイオニアとして、ファド（ポルトガルで生まれた民衆・大衆歌謡）だけにとどまらず、日本人ならではの独自の境地「南蛮ぎたるら」を展開する。マリオネットとして、オリジナル曲を中心に音楽活動を行なう傍ら、近年は作詞・作曲家として楽曲提供（グラシェラ・スサーナ『唐街雨情』他）も積極的に行っている。2010年よりマカオ観光局音楽大使を務める。2013年「第6回石見銀山文化賞特別賞」受賞、同年日ポ交流470周年を記念して、大阪府堺市の依頼により『南蛮Sacay』を作曲、またポルトガルにて470周年記念コンサート「The Way of Namban／南蛮ぎたるらの世界」を開催するなど「南蛮文化」「ポルトガル」という文脈の中でも確かな評価を得ている。演奏するポルトガルギターの種類はリスボンタイプを使用する。
愛車はレクサス・CT。
- 吉田 剛士（よしだ ごうし、1960年3月15日（64歳） - ）兵庫県神戸市出身、マンドリン・マンドリュート・ギター担当

15才でマンドリンを始め、川口雅行に師事。ドイツ国立ヴッパータール音楽大学にてマーガ・ヴィルデン・ヒュスゲンに師事、同校演奏家資格試験を最高点で卒業。NHK洋楽オーディションに合格する。マリオネットとしての活動の中で新たなマンドリン音楽の確立に力を注ぐ一方で、古典作品やマンドリン全般への造詣の深さを生かし、日本で唯一のマンドリン専門誌「奏でる！マンドリン」の監修、各マンドリンコンクールの審査員を務めるなどマンドリンの普及発展にも貢献している。一方ではマリオネット作品を専門に演奏する「マリオネット・マンドリンオーケストラ」ならびに、全国のマンドリン合奏愛好家を100名以上集めて組織する「ZIPANGUマンドリンオーケストラ」を主宰し、また同オーケストラの指揮も務める。
愛車はルノー・カングー。

## 来歴
二人は共に大阪府立東豊中高等学校の同級生である。日本におけるポルトガルギターのパイオニアでもある湯淺と、マンドリン界をリードする吉田により1990年に結成。
ポルトガルギターやマンドリュートなど演奏者の少ない楽器を取り上げ、ギターやマンドリンを組み合わせての独特のオリジナル音楽の創作を中心に、ファドやポピュラー音楽まで幅広い音楽活動を行う。その唯一無二の個性的サウンドは、初めて聴くのに懐かしい(架空の国の民族音楽)とも称される。
一方で映画、TVドラマ・ドキュメンタリー、TV番組テーマ曲、CM、バレエ・演劇などの音楽を数多く担当、また、俳優の常田富士男、高倉健、女優の日色ともゑ、竹下景子を始め、パントマイムの清水きよし、歌手のりりィ、石川さゆり、渡辺真知子、グラシェラ・スサーナ、長谷川きよし、中国古筝の伍芳との共演など、様々な分野とジョイントして精力的に活躍している。
1995年のデビューCD『ぽるとがる幻想』はインストゥルメンタルとしては異例の3万枚のヒットを記録｡以降、計15枚のアルバムを発表。2013年には日本のファド史をテーマとした2枚組CD『Zipangu Fado』をプロデュース。また『徹子の部屋』『スタジオパークからこんにちは』を始め、多数のテレビ・ラジオに出演すると共に、BGMとしても数多く使われている。全国各地でのライブ活動の他、豪華客船飛鳥IIワールドクルーズでの演奏実績も重ねる。
1998年に開催されたリスボン国際博覧会EXPO'98の日本館主催ジャパンデーのイベントに日本代表で出演。また、同博覧会の「Festival de Guitarra Portuguesa na Expo'98」に日本人では唯一招待されるなど、国際舞台も含めて益々の活躍が期待される。
2013年、『第６回石見銀山文化賞・特別賞』受賞。
2014年10月より、大分むぎ焼酎「二階堂」のTVCMが3年連続全国放送中。
2015年、ポルトガル大使館より日ポ両国の文化面での関係発展への貢献が認められ『ジョアナ･アブランシェス・ピント賞』を受賞。
2016年、高知県梼原町より『ゆすはら未来大使』に任命される。

## ディスコグラフィ

### アルバム/マキシシングル
| 枚   | 発売日                               | タイトル                                                    |
| ---- | ------------------------------------ | ----------------------------------------------------------- |
| 1st  | 1995年2月25日                        | ぽるとがる幻想                                              |
| 2nd  | 1995年9月25日                        | エイジアン・ブルー ～浮島丸サコン～                         |
| 3rd  | 1996年11月21日                       | ルジタニア憧憬                                              |
| 4th  | 1998年9月19日                        | ユーラシアン狂詩曲                                          |
| 5th  | 1999年12月18日                       | ノスタルジア                                                |
| 6th  | 2001年4月20日                        | ライブ・イン・サンボア                                      |
| 7th  | 2001年10月20日                       | リスボン～ベスト・オブ・マリオネット～                      |
| 8th  | 2004年2月10日                        | スケッチブック Vol.1                                        |
| 9th  | 2006年6月7日                         | ヱグゾチカ・ドラマチカ                                      |
| 10th | 2006年6月7日                         | スケッチブック Vol.2 人形劇団プーク音楽集                   |
| 11th | 2006年6月25日                        | スケッチブック Vol.3 「聴くだけで幸せになるＣＤブック」より |
| 12th | 2006年11月24日                       | ALGO                                                        |
| 13th | 2008年11月25日 2009年4月22日全国発売 | サウダーデの彼方に                                          |
| 14th | 2013年6月22日                        | 銀の島                                                      |
| 15th | 2015年12月20日                       | 20／20.Aniversario                                          |

### その他
- 「南蛮渡来」：清酒「沢の鶴」2008年度 CM曲
- 「光の中で」：長編アニメーション映画「パッチンして！おばあちゃん」(1992年) テーマ曲
- 「南蛮セレナータ」「南蛮マンドリーノ」：大分むぎ焼酎「二階堂」CM曲
- 「南蛮BVNGO」：大分日本ポルトガル協会「南蛮文化発祥都市おおいた」PRキャンペーン曲

他